# Sola-Basilika

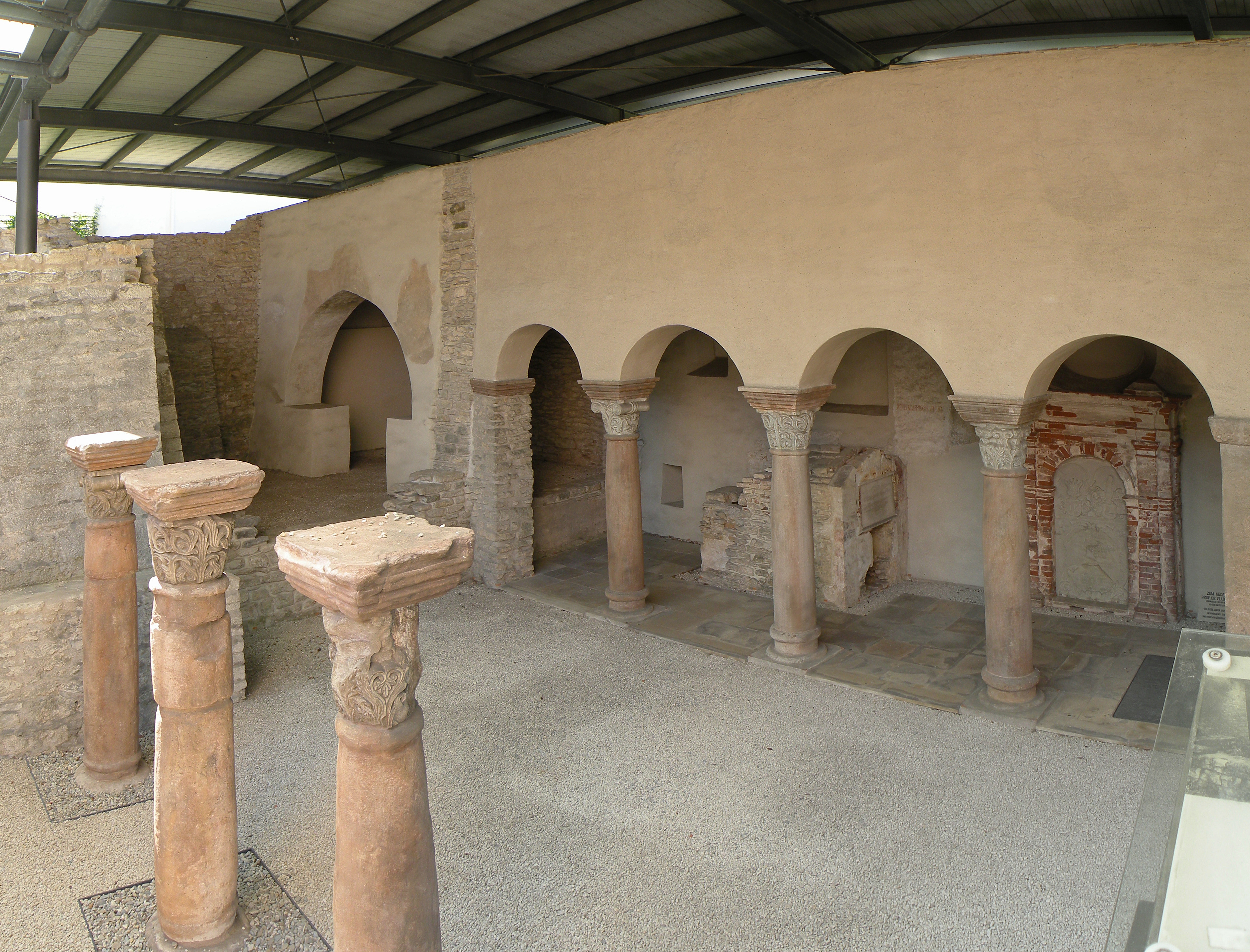
Die Sola-Basilika

Die Sola-Basilika (auch Solabasilika geschrieben) in Solnhofen im mittelfränkischen Landkreis Weißenburg-Gunzenhausen zählte mit ihrer äußerst qualitätvollen Ausstattung mit Stuck und vegetabilen Kapitellen zu den bedeutenden Kirchenbauten des frühen 11. Jahrhunderts. Die heute ruinöse Basilika war einst die Kirche einer Propstei des Klosters Fulda und Grabeskirche des Heiligen Sola. Der Schmuck der Basilika ist eines der frühesten Beispiele für die Verwendung von Stuckmaterial in der Region, und das Sola-Grab zählt zu den größten kunstgeschichtlichen Sehenswürdigkeiten Mittelfrankens. Das Bauwerk ist unter der Aktennummer D-5-77-168-28 als Baudenkmal sowie unter der Nummer D-5-7131-0010 als Bodendenkmal in die Bayerische Denkmalliste eingetragen.

## Geschichte

### Vorgängerbauten

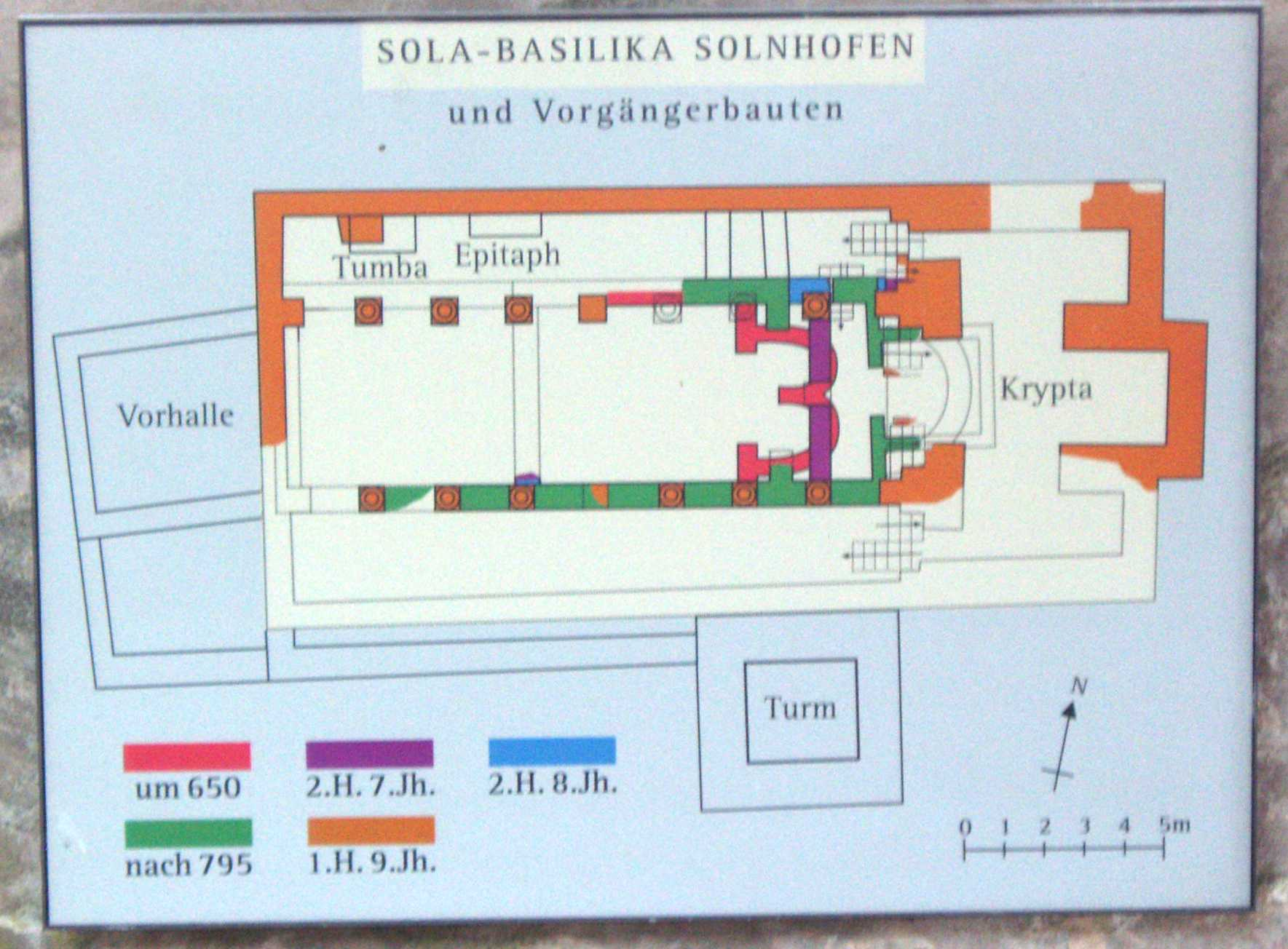
Grundriss der Sola-Basilika mit den Vorgängerbauten.

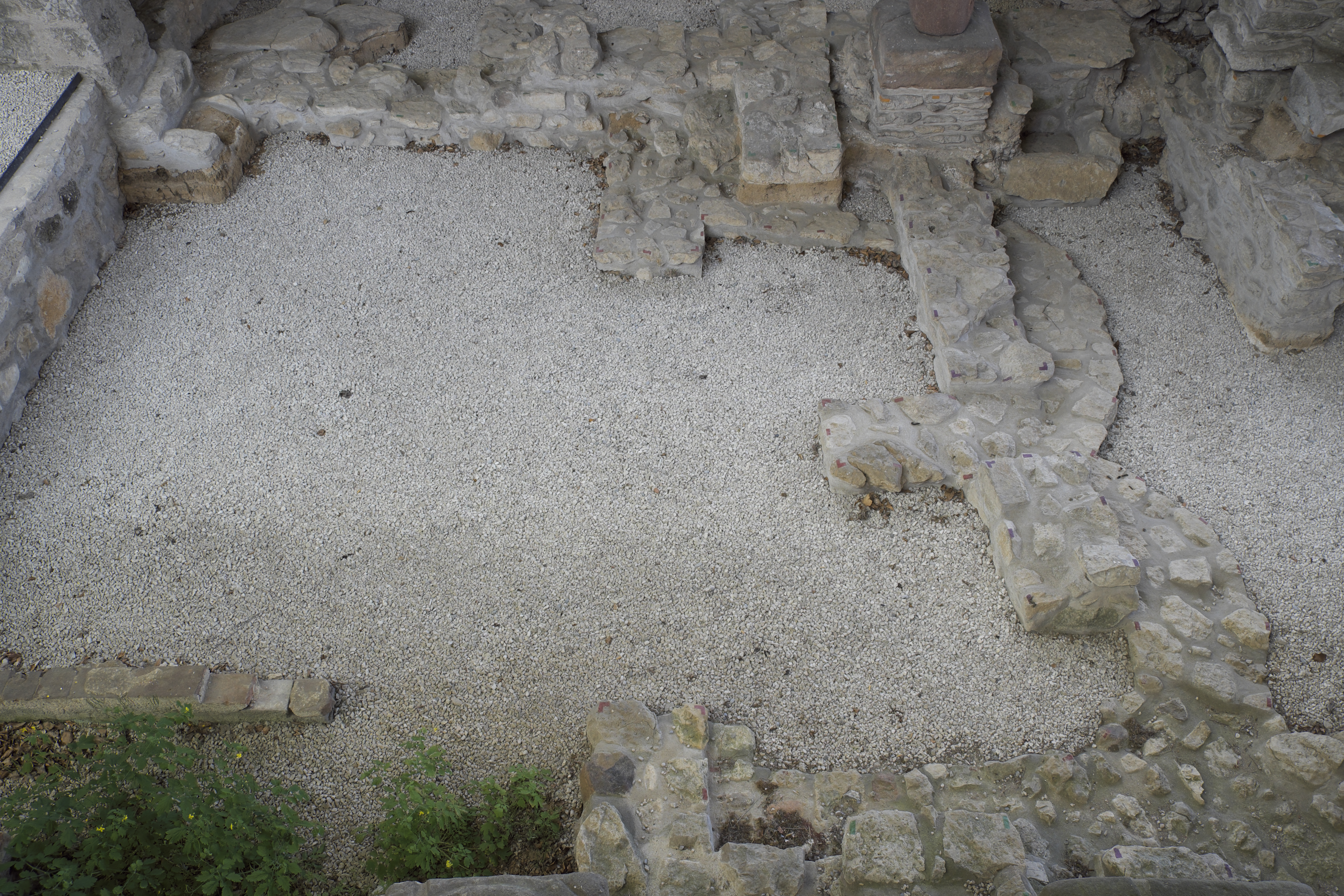
Apsiden aus der Zeit um 650

Auf der Anlage der Sola-Basilika wurden eine mesolithische Freilandstation und ein Verhüttungsplatz der Späthallstatt- und Frühlatènezeit sowie des Frühmittelalters entdeckt. Diese Siedlungsspuren reichen bis ca. 8000 vor Christus zurück. Die Sola-Basilika wurde auf den Fundamenten mehrerer Vorgängerkirchen errichtet. Die beiden ältesten Kirchen entstanden vermutlich im 7. Jahrhundert als Eigenkirchen eines herrschaftlichen Hofes. Zunächst entstand ein kleiner Kirchenbau mit fast quadratischem Schiff von 9,5 Metern Länge und 7 Metern Breite sowie zwei nebeneinanderliegenden Apsiden. Diese erste Kirche ist der nördlichste Vertreter eines frühen Bautyps mit zwei oder drei Apsiden. Ihr folgte eine durch Anbauten um 700 errichtete, größere Saalkirche mit schmalem Zugang zum Chor. Diese zweite Kirche fiel vermutlich den Kriegszügen Karl Martells 725 und 728 gegen die Bajuwaren zum Opfer. Eine dritte Kirche wurde wahrscheinlich für den hl. Sola von Husen mit Unterstützung von Willibald und Wunibald als Bethaus errichtet.

### Sola-Basilika
Die fünfte und letzte Kirche wird als die eigentliche Sola-Basilika bezeichnet. Die in der älteren Forschung übliche Datierung auf die erste Hälfte des 9. Jahrhunderts ist heute widerlegt. 838/39 wurde durch den ehemaligen kaiserlichen Hofkaplan Gundhram als Propst der Leichnam Solas in einer aus Kalkstein gemauerten Tumba (Hochgrab) neu beigesetzt. Ein nach dem Abriss großer Teile der Basilika in die benachbarte St.-Veits-Kirche integrierter frühromanischer Glockenturm wurde im 11. Jahrhundert an der Südwand errichtet. Für 1720 ist ein Flügelaltar mit Darstellungen von Wundern des hl. Sola nachgewiesen, der 1734 bei einer Renovierung der Sola-Basilika entfernt wurde. Das Bauwerk wurde 1782/1783 teilweise abgerissen. Die evangelische St. Veitskirche wurde in unmittelbarer Nähe und teilweise auf Resten der Basilika im Markgrafenstil erbaut und 1785 eingeweiht. Das Grab wurde am 14. September 1828 geöffnet, es wurde jedoch kein Leichnam gefunden. Von 1961 bis 1966 sowie von 1974 bis 1979 fanden archäologische Ausgrabungen der Universität Heidelberg statt. 1977 wurde zu der noch vorhandenen Säulenreihe eine zweite in Kopie errichtet; die originalen Rundsäulen mit Kapitellen sind in das Archäologische Museum München verbracht worden. Dort befindet sich das vermutlich zur Sola-Basilika gehörende sogenannte „Solamedaillon“, ein Rundrelief mit der Darstellung eines Fackelträgers, dessen Deutung nach wie vor ungeklärt ist. In den 1970er Jahren wurde die Basilika erstmals überdacht. Diese Überdachung wurde 1997 durch eine neue ersetzt. Seit 1997 ist auch der abgebrochene Ostflügel der Klosteranlage durch ein Grundrissbodenrelief aus Jurapflaster im Garten sichtbar markiert. Von 1991 bis 1996 wurde die Basilika restauriert.

## Baubeschreibung

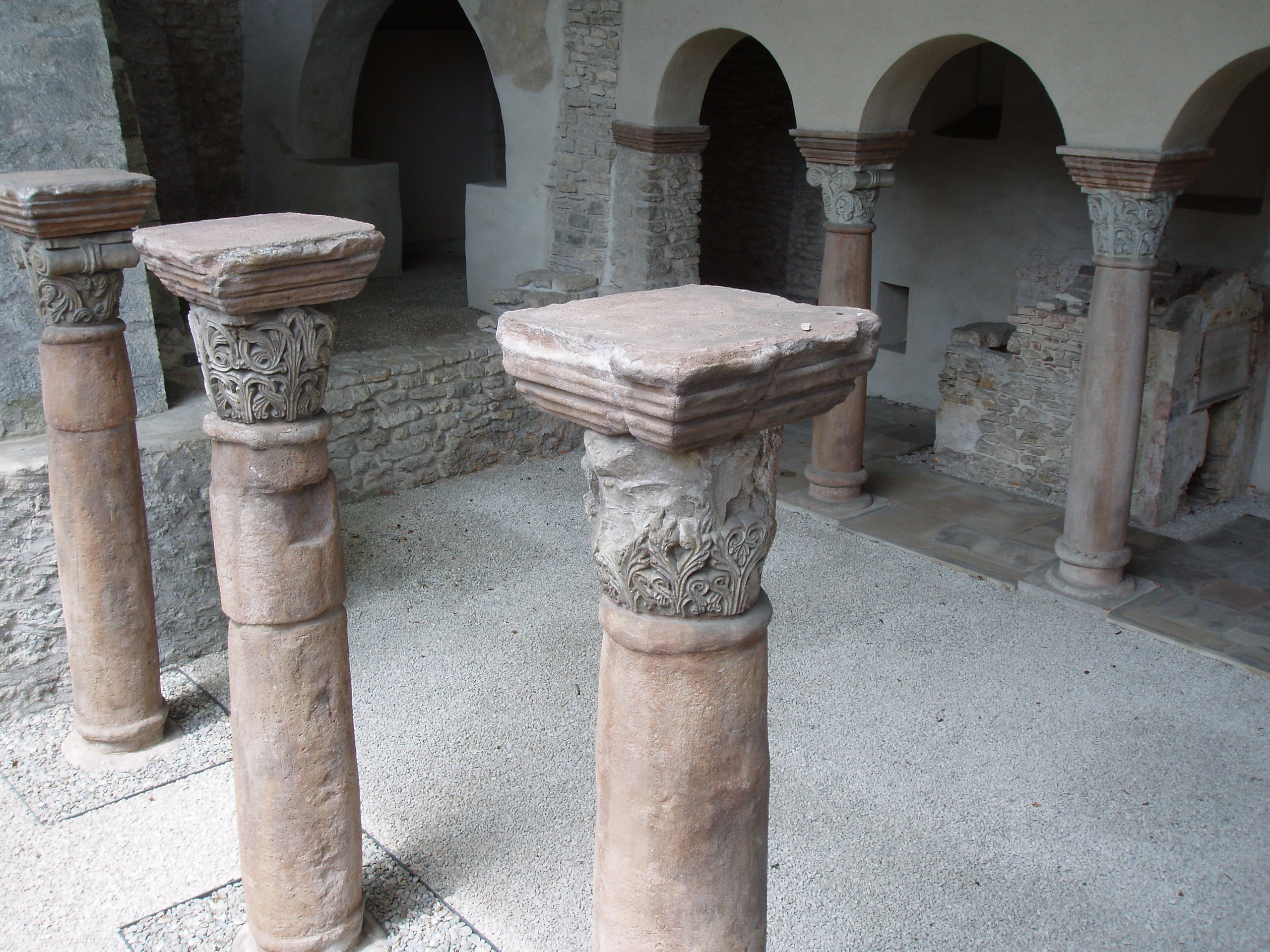
Blick ins ehemalige Mittelschiff in Richtung Nordwesten, im Hintergrund rechts: Sola-Tumba. Alle Säulen und Kapitelle sind Abgüsse, die Originale befinden sich in München.

Von der dreischiffigen, querhauslosen Basilika karolingischen Ursprungs ist nach dem teilweisen Abbruch 1782/1783 nur noch der westliche Teil des nördlichen Seitenschiffs erhalten, der die leere Tumba des heiligen Sola beherbergt. Die Kirche hatte eine Länge von 28,80 Metern und eine Breite von 13,30 Metern. Der dreiteilige Chor war ursprünglich erhöht, unter ihm befand sich eine Stollenkrypta zur Verehrung der Gebeine des Heiligen Sola. Das Mittelschiff wurde durch Säulen-Arkaden ausgeschieden. Die drei erhaltenen Kapitelle sind in ihrer Qualität und Originalität ohne Vergleichsbeispiele. Die heutige Tumba, die insgesamt vierte der Kirche, stammt aus dem 15. Jahrhundert. Das Grabmal zeigt eine mehrfarbige, gotische Malerei. Die Basilika ist konserviert sowie museal aufbereitet.